# Alice the Lumberjack
Alice the Lumberjack é um curta-metragem de animação estadunidense de 1926, lançado como parte da série Alice Comedies.